# Akira Kakinuma
Akira Kakinuma (jap. 柿沼 章, Kakinuma Akira; * 24. April 1972) ist ein Sportlicher Leiter im Radsport und ehemalige japanischer Straßenradrennfahrer.
Akira Kakinuma wurde 2001 japanischer Meister im Einzelzeitfahren und er belegte den dritten Platz in der Gesamtwertung bei der Tour de Korea. Im nächsten Jahr fuhr er für das Giant Asia Racing Team, wo er Dritter der nationalen Zeitfahrmeisterschaft wurde. Ab 2005 fuhr Kakinuma für das Continental Team Miyata-Subaru und von 2008 fuhr er für das japanische Team Bridgestone Anchor.
Ende der Saison 2011 beendete er seine Karriere als Radrennfahrer und wurde Sportlicher Leiter bei Utsunomiya Blitzen.

## Erfolge
2001
- Japanischer Meister – Einzelzeitfahren

## Teams
- 2002 Giant Asia Racing Team
- 2005 Miyata-Subaru
- 2006 Miyata-Subaru
- 2007 Miyata-Subaru
- 2008 Team Bridgestone Anchor
- 2009 Blitzen Utsunomiya Pro Racing
- 2010 Utsunomiya Blitzen
- 2011 Utsunomiya Blitzen